# 瓦列涅
瓦列涅（俄语：Варенье / Варение）是一種流行在東歐（特別是俄羅斯、烏克蘭、白俄羅斯）的水果保存方式。瓦列涅的原料是漿果，有時也會使用其他種類的水果製作。一些瓦列涅還會放入堅果、蔬菜、鮮花或砂糖等原料。一些傳統配方會使用蜂蜜或糖漿來取代砂糖。瓦列涅雖然和果醬相似，但不會把水果泡軟，且不加入凝膠劑。